# ひとりじゃないの
「ひとりじゃないの」は、1972年5月21日に発売された天地真理の3枚目のシングル。

## 概要
「女性アイドル」の概念を世間に確立させたと言われる、天地真理の現時点で最大のヒットシングルである。
オリコン集計売上60万枚。累計売上は110万枚（公称）または126万枚。
作詞の「小谷夏」とは、天地が「隣りのまりちゃん」として出演していたTBS系テレビドラマ「時間ですよ」（森光子・堺正章らと共演）の演出家でもある久世光彦のペンネーム。
本楽曲で大晦日の「第23回NHK紅白歌合戦」に初出場。白のジャケット・パンツルックで紅組のトップバッターを務めた。また、南沙織・小柳ルミ子が前年からの連続出場を果たし、いわゆる "新三人娘" が初めて揃って出場したのもこの回であった。天地の歌唱に合わせて手拍子する南・小柳の様子が映されたり、南が「純潔」を歌うバックで天地・小柳がパンダの着ぐるみをかぶって踊ったりと、ヤングアイドル全盛時代の到来を感じさせる演出が繰り広げられた。後日、紅白初出場の思い出として、「歌い終わった後に突然美空ひばりさんが来て『大丈夫だったわよ、堂々としてたわよ』と台本にない事を話しかけてくれたのが嬉しかった」と語っている。
当時は「真理ちゃんスマイル」などという言葉に代表される様に、イメージ最優先の日々であったという。常にスタッフに囲まれていた為に他の歌手とまともに話すこともできず、恋人などは以ての外で「『ひとりじゃないの』を歌っていたけど、（心は）ひとりだったの」と天地自身が打ち明けた事がある。しかしその甲斐があってか、アイドルとしてのイメージは今もなお強烈な印象を残しており、石橋貴明、松田聖子、天地と3年間同事務所であった志村けん、爆笑問題などこの頃の天地を語るとき「本当に物凄い人気だった」と懐述する芸能人も多い。

## オリコンチャート成績
- オリコン10位以内には、1972年（昭和47年）6月5日に2位で初登場。その後1位を6週連続で獲得し、12週にわたってオリコン10位以内にランクイン、100位以内に24週に渡ってランクインするロングヒットした曲となる。オリコン集計では60.1万枚。これは累積売上と同じで天地真理のシングル曲の中では最高売上である。また、1972年(昭和47年）年間オリコンでは6位を記録するなど、1972年(昭和47年）の歌謡界を代表する作品の1つとなった。

## 収録曲
- 全曲作詞：小谷夏／作曲：森田公一

1. ひとりじゃないの
編曲：馬飼野俊一
2. ポケットに涙　
編曲：森田公一

## 収録作品
- ちいさな恋／ひとりじゃないの - 森田公一の編曲による別バージョンを収録
- GOLDEN☆BEST 天地真理 コンプリート・シングル・コレクション・アンド・モア
- 天地真理 プレミアム・ボックス　-　歌手デビュー35周年記念CD-BOX
- 35th Anniversary（2006年ヴォーカル・ニューバージョン）

## カバー
- チューインガム（1972年10月21日、アルバム「風と落葉と旅びと／岡田さんの手紙」）
- 沢田亜矢子（1973年、アルバム「アザミの花／特別な友だち」）
- Gemini（2001年）[6]
- カバーソング・ドールズ（2007年、アルバム「Cover Song Dolls」）
- 2011年5月25日、東日本大震災復興支援チャリティーソングとして、石川ひとみ、伊藤蘭、太田裕美、大島花子、桑江知子、サエラ、ザ・リリーズ、ラヴァーズソウル、広谷順子、中尾ミエ、松本明子、michiko、山下久美子による歌唱で発表された。同日、itunesで配信を開始した。